# San Pietro Viminario
San Pietro Viminario – miejscowość i gmina we Włoszech, w regionie Wenecja Euganejska, w prowincji Padwa.
Według danych z 2004 r. gminę zamieszkiwało 2478 osób, 190,6 os./km².